# Augustus Meves

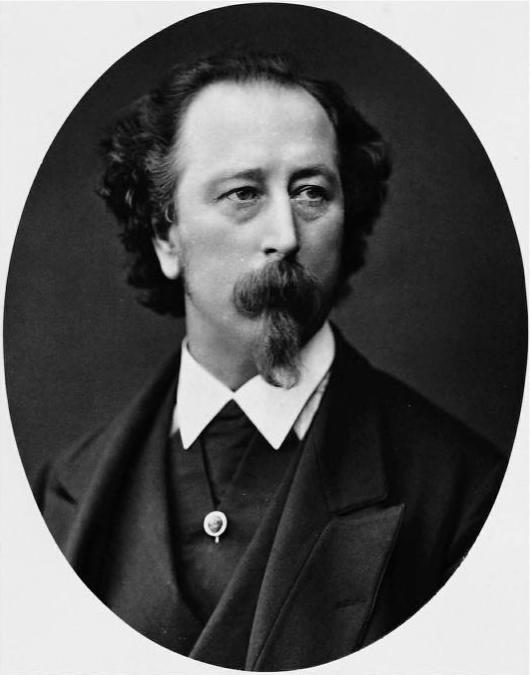
L'un des fils du pianiste, également prénommé Augustus, se présentait comme « Auguste de Bourbon ».

Augustus Meves, né à Londres le 16 février 1785 et mort dans cette même ville le 9 mai 1859, est un pianiste anglais du XIXe siècle, connu pour avoir été l'un des nombreux faux Louis XVII.

## Biographie
Augustus Antoine Cornelius Meves était le fils adoptif de William Meves, peintre en miniatures. Sa mère, Marianne Crowley, qui avait été l'élève de Sacchini et de Linley, lui enseigna très tôt l’art du pianoforte. Devenu un musicien de grand talent dès son plus jeune âge, Augustus Meves fut repéré par Johann Nepomuk Hummel et donna son premier grand concert à Édimbourg en 1805 sous le nom de « Mr. Augustus ». Vivant en donnant des leçons de piano, il eut pour élève l’épouse du pianiste Johann Baptist Cramer.

En 1818, son père mourut à Shoreditch des suites d'une indigestion d'écrevisses. Par son testament, William Meves léguait à son fils naturel la moitié de ses biens, lui permettant ainsi d'arrêter de donner des cours pour vivre de rentes et de spéculation boursières. Il continua cependant à composer des partitions pour pianoforte. Il fut notamment l’auteur d’une Sonate dédiée à Cramer et, en 1820, d’un rondo intitulé L'Aline, dédié à Jean Théodore Latour, le pianiste officiel du Régent.
Meves, qui n’avait que de vagues souvenirs de ses premières années, n’apprit qu’à l’âge de trente-trois ans qu’il était né hors mariage. Il se mit alors à concevoir des doutes sur ses origines et on dit qu'il s’imagina être le fils de Louis XVI : il aurait ainsi prétendu avoir été sauvé de sa prison en octobre 1793, l’enfant mort au Temple n’étant qu’un jeune sourd-muet qui lui avait été substitué avec la complicité de la femme d’Antoine Simon.
Meves, qui aurait tenté en vain de contacter la sœur du véritable Louis XVII, était cependant éclipsé dans son rôle de faux dauphin par le célèbre Naundorff, réfugié à Londres entre 1836 et 1840. S'il ne paraît pas impossible que les deux prétendants se fussent rencontrés à cette occasion, l'affirmation selon laquelle Meves aurait reconnu la légitimité de son rival n'appartient qu'à Modeste Gruau de La Barre, le principal propagandiste de Naundorff.
Après la mort du pianiste (survenue alors qu’il rentrait chez lui en cab), ses fils William et Augustus développèrent cette théorie survivantiste dans plusieurs articles et ouvrages, réunissant toutefois moins de partisans que de détracteurs. Les plus caustiques de ces derniers affirmèrent, pour tourner en dérision les prétentions de Meves, qu'il avait commandé au peintre John Cawse une copie d'un portrait de Louis XVI en demandant à l'artiste de modifier les traits du roi pour le rendre plus « ressemblant ». De plus, malgré la revendication de certaines marques corporelles particulières propres au dauphin, Meves n’avait ni les yeux ni les cheveux de la même couleur que ceux du véritable orphelin du Temple.
Selon certains auteurs, Meves serait en réalité le fils naturel de la comtesse d'Artois, Marie Thérèse de Sardaigne et de l'un de ses gardes du corps nommé Desgranges l'ayant sauvée d'un accident de carrosse. Desgranges était apparemment d'une " grande beauté". 
Augustus Meves est enterré au cimetière de Brompton.